# Mazrui
I Mazrui furono un clan di origine omanita che regnò su alcune regioni dell'Africa orientale, e in particolare del Kenya (per esempio, alcuni membri del clan furono governatori di Mombasa). Vengono anche citati come famiglia swahili. Erano rivali della dinastia Al-Busaid che governava su Oman e Zanzibar, e in almeno una occasione attaccarono militarmente Stone Town, capitale del sultanato di Zanzibar, con l'appoggio dei Portoghesi.